# KOS-MOS
KOS-MOS est un personnage de la série de jeux vidéo de rôle Xenosaga sur Playstation 2. Il s'agit d'un androïde.

## Apparitions

### Dans la série
- Xenosaga Episode I: Der Wille zur Macht (2002)
- Xenosaga Episode II: Jenseits von Gut und Böse (2004)
- Xenosaga Episode III: Also sprach Zarathustra (2006)

### Autres
- Namco x Capcom (2005) : personnage jouable[1]
- SoulCalibur III (2005) : personnage caché jouable[2]
- Super Robot Taisen OG Saga: Endless Frontier (2008) : personnage jouable[3]
- Tales of Hearts (2008) : caméo[4]
- Tales of Vesperia (2008) : costume[5]
- Super Robot Taisen OG Saga: Endless Frontier EXCEED (2010) : personnage jouable[6]
- Project X Zone (2012) : personnage jouable[7]
- Project X Zone 2 (2015) : personnage jouable[8]
- Xenoblade Chronicles 2 (2017) : caméo[9]

## Accueil
En 2009, KOS-MOS a été classée 25ème dans le top des meilleurs robots de jeu vidéo par le site GameDaily. En 2011, Lisa Foiles du magazine The Escapist cite KOS-MOS dans son top 5 des meilleurs robots de jeu vidéo.